# Ottrau
Ottrau ist eine Gemeinde im Schwalm-Eder-Kreis in Hessen (Deutschland).

## Geographie

### Geographische Lage
Ottrau ist die südlichste Gemeinde des Schwalm-Eder-Kreises. Sie liegt in den Südausläufern des Knüllgebirges etwa zehn Kilometer nordöstlich von Alsfeld. Durchflossen wird sie vom südlichen Grenff-Zufluss Otter.

### Nachbargemeinden
Ottrau grenzt im Norden an die Stadt Neukirchen, im Nordosten an die Gemeinde Oberaula, im Südosten an die Gemeinde Breitenbach am Herzberg (Landkreis Hersfeld-Rotenburg), im Süden an die Stadt Alsfeld (Vogelsbergkreis), sowie im Westen an die Gemeinde Schrecksbach (Schwalm-Eder-Kreis).

### Gliederung
Die Gemeinde Ottrau setzt sich aus sechs Ortsteilen zusammen:
- Ottrau: 730 Einwohner,  mit der Siedlung Bahnhof Ottrau: 31 Einwohner
- Immichenhain: 605 Einwohner
- Weißenborn: 377 Einwohner
- Görzhain: 374 Einwohner
- Schorbach: 348 Einwohner
- Kleinropperhausen: 64 Einwohner

## Geschichte

### Ersterwähnung und Namen
Im Jahr 775 wird Ottrau erstmals als „Otraho“ in jener Urkunde genannt, mit der das Kloster Hersfeld zum Reichskloster erhoben wird.  In den folgenden Jahrhunderten ist es als „Ottraha“ für 782 (in einer Fälschung aus dem 11. Jahrhundert), „Oteraha“ 1057, „Ottra“ 1232 und „Ottrauw“ um 1660 belegt.

### Kirche
Eine „aecclesia“ ist im Jahr 1057 belegt. Das ursprüngliche Patrozinium der Kirche ist unbekannt. Zur Mitte des 13. Jahrhunderts wechselte die Zentralfunktion, die der Ottrauer Kirche bisher für die Umgebung zugekommen war, nach Neukirchen. Mit der Reformation wurde ein neuer Pfarrbezirk errichtet, dessen Gebiet sich mit dem des Gerichtes Ottrau deckte. Die Pfarrei wird erstmals 1535 genannt, 1569 wurden Görzhain und Berfa als Filialen eingepfarrt. 1607 erfolgte der Wechsel zum reformierten Bekenntnis. 1747 war neben Berfa auch Kleinropperhausen nach Ottrau eingepfarrt. 1837 wurde im Tausch gegen Berfa das seit mindestens 1585 als Pfarrerei bezeichnete Görzhain nach Ottrau eingepfarrt. Heute gehört Ottrau zusammen mit Görzhain und Immichenhain zum evangelischen Kirchenkreis Schwalm-Eder in der Evangelischen Kirche von Kurhessen-Waldeck.

### Einwohnerentwicklung
Die älteste Einwohnerzählung überliefert für 1585 45 Hausgesesse. 1750 sind 63 Wohnhäuser mit 350 Einwohnern belegt. 1861 zählte Ottrau 488 evangelisch-reformierte Einwohner, 7 wurden Sekten zugezählt, und 32 Juden. 1961 zählte Ottrau 733 evangelische und 23 römisch-katholische Einwohner.

### Gemeindeentwicklung
Ottrau gehörte im 9. Jahrhundert zum Hessengau, ist seit 1343 als Gericht Ottrau belegt und gehörte ab 1585 mit dem Gericht Ottrau zum Amt Neukirchen, von 1807 bis 1813 zum Kanton Oberaula, von 1814 bis 1821 zum Amt Neukirchen, von 1821 bis 1848 und von 1851 bis 1973 zum Landkreis Ziegenhain. Die 1907 aus einer Bahnstation hervorgegangene Siedlung Bahnhof Ottrau liegt etwa 2 km nordöstlich auf der Gemarkung der Kerngemeinde, ist aber kein eigenständiger Ortsteil.
Am 1. April 1972 wurde die Großgemeinde Ottrau im Rahmen der hessischen Gebietsreform durch den Zusammenschluss der sechs bis dahin selbstständigen Gemeinden Ottrau, Görzhain, Immichenhain, Kleinropperhausen, Schorbach und Weißenborn gebildet. Seit dem 1. Januar 1974 gehört Ottrau zum Schwalm-Eder-Kreis.

## Politik

### Gemeindevertretung
Die Kommunalwahl am 14. März 2021 lieferte folgendes Ergebnis, in Vergleich gesetzt zu früheren Kommunalwahlen:
| Gemeindevertretung – Kommunalwahlen 2021                                                                             | Gemeindevertretung – Kommunalwahlen 2021                             |
| --- | -------------------------------------------------------------------- |
| Stimmenanteil in %Wahlbeteiligung 68,0 % 403020100 30,2 (+2,8)27,4 (+5,3)24,9 (−3,4)17,6 (−4,6) CDUFWGSPDUWG20162021 | SitzverteilungInsgesamt 15 Sitze - SPD: 4 - FWG: 4 - UWG: 3 - CDU: 4 |

| Parteien und Wählergemeinschaften | Parteien und Wählergemeinschaften           | % 2021 | Sitze 2021 | % 2016 | Sitze 2016 | % 2011 | Sitze 2011 | % 2006 | Sitze 2006 | % 2001 | Sitze 2001 |
| --------------------------------- | ------------------------------------------- | ------ | ---------- | ------ | ---------- | ------ | ---------- | ------ | ---------- | ------ | ---------- |
| CDU                               | Christlich Demokratische Union Deutschlands | 30,2   | 4          | 27,4   | 4          | 27,3   | 4          | 40,7   | 6          | 40,3   | 6          |
| FWG                               | Freie Wählergemeinschaft                    | 27,4   | 4          | 22,1   | 3          | 20,3   | 3          | 18,7   | 3          | 14,2   | 2          |
| SPD                               | Sozialdemokratische Partei Deutschlands     | 24,9   | 4          | 28,3   | 4          | 37,0   | 6          | 30,2   | 4          | 35,9   | 5          |
| UWG                               | Unabhängige Wählergemeinschaft              | 17,6   | 3          | 22,2   | 4          | 15,4   | 2          | 10,4   | 2          | 9,7    | 2          |
| Gesamt                            | Gesamt                                      | 100,0  | 15         | 100,0  | 15         | 100,0  | 15         | 100,0  | 15         | 100,0  | 15         |
| Wahlbeteiligung in %              | Wahlbeteiligung in %                        | 68,0   | 68,0       | 66,9   | 66,9       | 83,9   | 83,9       | 69,6   | 69,6       | 77,4   | 77,4       |

### Bürgermeister
Nach der hessischen Kommunalverfassung wird der Bürgermeister für eine sechsjährige Amtszeit gewählt, seit dem Jahr 1993 in einer Direktwahl, und ist Vorsitzender des Gemeindevorstands, dem in der Gemeinde Ottrau neben dem Bürgermeister ehrenamtlich ein Erster Beigeordneter und fünf weitere Beigeordnete angehören. Bürgermeister ist seit dem 10. Juli 2021 Jonas Korell (CDU). An diesem Tag fand die Amtseinführung mit Aushändigung der Ernennungsurkunde statt. Der Amtsvorgänger Norbert Miltz hatte während seiner zweiten Amtszeit die Pensionierung beantragt und trat am 30. September 2020 in den Ruhestand. Danach leitete Erster Beigeordneter Burkhard Raatz die Gemeindeverwaltung kommissarisch und die Wahl eines neuen Bürgermeisters musste vorgezogen werden. Jonas Korell erhielt am 14. März 2021 im ersten Wahlgang ohne Gegenkandidaten bei 68,02 Prozent Wahlbeteiligung 77,58 Prozent der Stimmen.
Amtszeiten der Bürgermeister
- 2021–2027 Jonas Korell (CDU)[10]
- 2011–2020 Norbert Miltz[11]
- 2005–2011 Heinz Grein
- 1987–2005 Georg Keil (CDU)[14]

### Wappen
Das Wappen wurde am 9. September 1981 durch das Hessische Ministerium des Innern genehmigt.
| Wappen von Ottrau | Blasonierung: „Unter schwarzem Schildhaupt mit vier goldenen Sternen im silbernen Feld einen schwarzen Fischotter über einem blauen Wellenbalken.“ |
| Wappen von Ottrau | Wappenbegründung: In Anlehnung an den Namen der Gemeinde wurde ein Fischotter als Wappentier auserkoren, auf die historische Zugehörigkeit zur alten Grafschaft Ziegenhain wird durch das Schildhaupt hingewiesen, das – mit der Vermehrung auf vier Sterne – dem Wappen der Grafschaft Ziegenhain entnommen ist. Die Gestaltung des Wappens lag in den Händen des Bad Nauheimer Heraldikers Heinz Ritt. |

### Gemeindepartnerschaften
Die Gemeinde Ottrau unterhält eine Partnerschaft mit dem ungarischen Drávafok.

### Bauwerke
Die evangelische Kirche steht vermutlich an Stelle eines vor dem Jahr 800 anzunehmenden Bauwerks, von dem keine Spuren bekannt sind. Eine um 1200 entstandene Kirche wurde im Dreißigjährigen Krieg beschädigt und verändert aufgebaut. An einen Chor, der außen fünfseitig, innen aber rund geschlossenen ist, schließt sich ein hälftig unterteiltes Langhaus an, dessen älterer, östlicher Teil im 13. Jahrhundert, dessen neuere, westliche Teile im 15. und 17. Jahrhundert entstanden. Chor und östlicher Langhausteil waren ehemals gewölbt; die einstigen Schlusssteine finden sich als Spolien in West- und Nordfassade vermauert. Die Kanzel ist auf das Jahr 1544 datiert und zeigt neben den Wappen der Adeligen von Rückershausen und Schleyer zu Schiffelbach auch das erfundene Wappen des Bildschnitzers, wozu dieser als Helmzier eine Eule nach einer Vorlage von Albrecht Dürer verwendete. Die heutige Flachdecke stammt aus der 2. Hälfte des 17. Jahrhunderts. Die Kirche liegt in einem fast vollständig ummauerten Kirchhof.
Nördlich der Kirche ist mit dem „Alte Burg“ genannten, spätmittelalterlichen Steinhaus, das heute zu einem Gehöft gehört (Burggasse 12), ein weiteres Zeugnis von Ottraus jahrhundertealter Geschichte erhalten geblieben.

## Persönlichkeiten
- Der Historiker und Marburger Ehrenbürger Friedrich Rehm (1792–1847) wurde in Immichenhain geboren.
- Albrecht Reinhard Bernhardi (1797–1849) aus Ottrau war ein deutscher Geologe. Er gilt als Entdecker der pleistozänen fennoskandischen Inlandvereisungen (Eiszeiten).
- Der Dichter und Schriftsteller Wilhelm Schäfer wurde 1938 anlässlich seines 70. Geburtstages Ehrenbürger. Nach ihm war auch die Grundschule in Ottrau benannt; der Name wurde 2020 wegen seines völkisch-rassischen Gedankenguts aberkannt.[16]